# 탁예은
탁예은(1984년 10월 11일 ~ )은 대한민국의 모델 겸 방송인이다.

## 학력
- 2003년 ~ 2007년 성균관대학교 러시아어문학, 신문방송학 학사
- 2010년 ~ 2012년 성균관대학교 언론정보대학원 언론학 석사

## 방송 활동
- OGN(온게임넷) 초고수(Do The G) (2007년) ~ (2010년) - MC
- SBS SBS 스페셜 나는 한국인이다 - 짝 (2011년) - 여자 3호
- MBC 우리들의 일밤 - 신입사원 (2011년)
- KBS N 스포츠 인사이드 스포츠 (2011년) - MC